# Gunwinggu
Les Gunwinggu sont une tribu aborigène située dans le Territoire du Nord. La région historique des Gunwinggu est localisée au sud de Jungle Creek, autour du cours de l'East Alligator.
L'un des mythes raconte qu'un ancêtre crocodile sorti de terre, en mangeant du terrain ce qui conduit à l'apparition des canaux du Liverpool. Les esprits ont également enseigné aux ancêtres comment peindre.
En 2016, 1 711 personnes déclarent parler le gunwinguu à la maison.